# Dona
Dona (makedonska: Дона) är en låt framförd av sångerskan Kaliopi.
Låten var Makedoniens bidrag till Eurovision Song Contest 2016 i Stockholm. Den framfördes i den andra semifinalen i Globen den 12 maj 2016 där den fick 88 poäng och hamnade på plats 11 av 18, vilket innebar att den inte kvalificerade sig till final.

## Komposition och utgivning
Låtens musik är komponerad av Romeo Grill men låttexten har Kaliopi skrivit helt själv.
En officiell musikvideo till låten släpptes den 7 mars 2016.